# Юго-Восточный Ачех
Юго-Восточный Ачех (индон. Aceh Tenggara) — округ в провинции Ачех. Административный центр — город Кутачане.

## История
Округ был выделен в 1969 году из округа Центральный Ачех.

## Население
Согласно переписи 2008 года, на территории округа проживало 218 111 человек. Округ является одним из традиционных мест проживания народности гайо.

## Экономика
Экономика округа основана на сельском хозяйстве и производстве пальмового масла.

## Административное деление
Округ Юго-Восточный Ачех делится на следующие районы:
- Бабул-Макмур
- Бабул-Рахмат
- Бабуссалам
- Бадар
- Бамбел
- Букит-Тусам
- Дарул-Хасанах
- Деленг-Пхокисен
- Кетамбе
- Лаве-Алас
- Лаве-Булан
- Лаве-Сигала-Гала
- Лаве-Сумур
- Лове-Булен
- Лёсер
- Семадам
- Танах-Алас